# Celeste Cortesi
Celeste Cortesi (Pásay, Gran Manila; 15 de diciembre de 1997) es una modelo filipina-italiana, coronada como Miss Universo Filipinas 2022. Representó a Filipinas en el certamen de Miss Universo 2022.
Cortesi fue coronada anteriormente como Miss Filipinas Tierra 2018 y representó a su país en el certamen Miss Tierra 2018, donde quedó en el Top 8.

## Primeros años y educación
Nació en diciembre de 1997 en la ciudad de Pásay (Filipinas), de madre filipina (de soltera Rabimbi) y padre italiano. Criada tanto en Filipinas como en Italia, Cortesi creció en un hogar multicultural, expuesta tanto a su ascendencia filipina como italiana.
Cortesi y sus hermanos crecieron en un barrio filipino de Pásay, donde se criaron hasta que ella tenía unos 11 años. La familia se trasladó a Roma cuando su padre recibió un ascenso y tuvo que trabajar en Italia. A la muerte de su padre, la familia se planteó volver a Filipinas. Cortesi se dio cuenta de esta decisión y se empeñó en volver a Filipinas, esta vez por su cuenta, para siempre. Tiene residencias en Taguig y Pásay.
Ha estudiado una licenciatura en gestión inmobiliaria (Bachelor of Science in Real Estate Management) en el Lyceum de Alabang, y ha tramitado su licencia inmobiliaria en el país asiático.

## Carrera
Cortesi es la ganadora inaugural del concurso Miss Filipinas Tierra-Italia en Roma. Se inscribió en el concurso al ser animada por su madre.
Cortesi representó a la comunidad filipina de Roma (Italia) en el certamen Miss Tierra Filipinas 2018.
El 19 de mayo de 2018, fue coronada como Miss Tierra Filipinas 2018 por la titular saliente Karen Ibasco.
Tras ganar el certamen de Miss Tierra Filipinas 2018, se ganó el derecho a representar a Filipinas en el certamen de Miss Tierra 2018.
Al final del concurso, quedó como finalista del Top 8. Nguyễn Phương Khánh, de Vietnam, ganó dicho certamen.
El 6 de abril de 2022, representando a Pásay, Cortesi fue confirmada como una de las 32 concursantes oficiales del concurso Miss Universo Filipinas 2022. Al final de la competición, Cortesi fue coronada por la saliente Miss Universo Filipinas 2021 Beatrice Gomez como Miss Universo Filipinas 2022.
Cortesi representó a Filipinas en la 71.ª edición del concurso de Miss Universo, donde no logró clasificar al Top 16 de cuartofinalistas.

## Vida personal
Cortesi mantiene una relación con el futbolista nacional filipino Mathew Custodio, del club de United City FC.